# منتخب سلوفاكيا لكرة السلة للسيدات
منتخب سلوفاكيا الوطني لكرة السلة للسيدات هو المنتخب الذي يمثل سلوفاكيا في منافسات كرة السلة الدولية للنساء، والذي يقوم إتحاد سلوفاكيا لكرة السلة بإدارة شؤونه، أبرز إنجازاته هو تحقيقه مركز الوصيف في بطولة أوروبا لكرة السلة في سنة 1997 ويحتل المركز ال36 في تصنيف فيبا لكرة السلة.